# Salem Chaker
Salem Chaker (Nevers, 1950) és un professor universitari franco-algerià, doctor en lletres, especialista en lingüística amaziga i professor d'amazic a la Universitat d'Ais-Marsella.

## Biografia
Després d'haver exercit uns anys a la Universitat d'Alger (1973-1981) i a la d'Ais de Provença (CNRS i Universitat de Provença, 1981-1989), fou nomenat professor de llengua amaziga a l'Institut national des langues et civilisations orientales (INALCO) de Paris en 2008. Va succeir en la seva tasca a André Basset i Lionel Galand. En 1990 va crear el Centre de Recerca Berber « André Basset » (INALCO) que va dirigir fins 2009. En 2008 es va incorporar a l'Institut de Recherches sur les Mondes Arabes et Musulmans d'Ais de Provença. És l'autor de nombroses obres i nombrosos estudis de lingüística i sociolingüística amazigues. Des de 2002, degut a la mort de Gabriel Camps, dirigeix l'Encyclopédie berbère (Tsedkalt Tamaziɣt).

## Títols universitaris
- 1973, Universitat París V: Doctorat de 3r cicle en Lingüística General
- 1978, Universitat París V : Doctorat d'Estat en Lletres i Ciències Humanes

## Obres destacades
- Un parler berbère d'Algérie (Kabylie). Syntaxe. Thèse presentée devant l'Université de Paris V le 16 décembre 1978, Aix-en-Provence - Marseille, Université de Provence-Jeanne Lafitte, 1983, 549+111 pp. - ISBN 2-85399-075-3.
- Textes en linguistique berbère, Paris, CNRS, 1984 -ISBN 2-222-03578-3.
- Berbères aujourd'hui, Paris, L'Harmattan, 1989.
- Une décennie d'études berbères (1980-1990). Bibliographie critique, Alger, Bouchène, s.d. [1991].
- Linguistique berbère. Études de syntaxe et de diachronie, Paris, Peeters, 1995 - ISBN 2-87723-152-6.
- Études berbères et chamito-sémitiques. Mélanges offerts à K.-G. Prasse (a cura de S. Ch.), Paris-Louvain, Peeters, 2000 - ISBN 90-429-0826-2
- Manuel de linguistique berbère I, Bouchène, Alger, 1991
- Hommes et femmes de Kabylie, Edisud, Aix-en-Provence, 2000